# Phaeosiphoniellales
Phaeosiphoniellales é uma ordem monotípica de macroalgas marinhas da classe Phaeophyceae (algas castanhas) cuja única família é Phaeosiphoniellaceae.